# Granby (Colorado)
Granby ist eine Town in Grand County des US-Bundesstaates Colorado. Sie liegt rund 90 km nordwestlich von Denver inmitten der Rocky Mountains – zwischen der Front Range und den Never Summer Mountains. Die Gemeinde wurde nach Granby Hillyer, einem aus Denver stammenden Staatsanwalt, benannt.
Die Stadt gliedert sich um eine Hauptstraße (US Highway 40) und davon abgehenden Wohnstraßen. Granby besitzt neben einer Stadtbibliothek auch mehrere kleinere Restaurants mit typisch einheimischer Küche. Inmitten der Rocky Mountains und neben dem kleinen Ort Silver Creek und der dort ansässigen Hotel- und Konferenzanlage, dem Silver Creek Lodging, bietet es einen guten Ausgangspunkt für die Naturattraktionen des Countys.

## Geschichte
Die 1904 gegründete Stadt geriet am 4. Juni 2004 durch die Amokfahrt des Einwohners Marvin John Heemeyer in die internationalen Schlagzeilen: Mit einem in Eigenarbeit gepanzerten und bewaffneten Bulldozer zerstörte er 13 Häuser und richtete einen Schaden von über sieben Millionen Dollar an. Sonderkommandos und örtliche Polizeieinheiten versuchten vergeblich, das Fahrzeug mit Straßensperren, Tränengas, Blendgranaten, über 200 Schüssen und drei Sprengladungen zu stoppen. Schließlich musste Gouverneur Bill Owens die Nationalgarde alarmieren und den Ort abriegeln. Erst als das Gefährt in einem Gebäude festsaß, richtete sich der Täter selbst. Die Polizei brauchte trotzdem noch über 12 Stunden um ihn aus dem Stahlmantel zu bergen.